# Київський літературно-меморіальний музей-квартира Миколи Бажана
Київський літературно-меморіальний музей-квартиру Миколи Бажана відкрито 26 жовтня 2004 року у квартирі, де відомий український поет, перекладач, громадський діяч Микола Бажан мешкав близько сорока років. За заповітом його дружини Н. В. Бажан-Лауер саме в цьому приміщенні створено музей.

## Музейна експозиція

### Меморіальна частина
Меморіальна частина музею відтворює атмосферу, в якій жив і творив Микола Бажан. Дружина письменника Н. В. Бажан-Лауер зберегла квартиру такою, якою вона була за життя господаря. Нині відвідувачі музею можуть оглянути кабінет, вітальню, мистецьку та інші кімнати письменника, побачити його особисті речі, відчути атмосферу тих років.

### Літературна частина
Літературна частина експозиції висвітлює життєвий та творчий шлях М. Бажана: його генеалогічне коріння, сімейне коло, етапи творчого та громадянського становлення у вирі бурхливих, драматичних подій початку XX століття, доби тоталітарного режиму, суворих воєнних буднів, післявоєнної відбудови країни.
В експозиції представлені прижиттєві видання поезій митця, рукописи, його переклади творів майстрів світової літератури, фото з кінофільмів, знятих за його сценаріями, документи, урядові відзнаки тощо.
Широко висвітлюється участь академіка М. Бажана у державному, науковому та культурно-громадському будівництві. Показ «відкритих фондів» дозволяє скласти уявлення про світ захоплень письменника-енциклопедиста, вченого, бібліофіла, знавця образотворчого мистецтва, класичної та народної музики.

### Мистецька частина
Серед найцінніших музейних експонатів — бібліотека Миколи Бажана, яка налічує понад 8 тисяч книг, першовидання творів поета, унікальні фото, твори малярства і декоративно-прикладного мистецтва та інше. В експозиції музею знаходиться унікальна колекція гутного скла — античного, російського та західноєвропейського, косівської кераміки, межигірського фаянсу та майоліки. У зібранні образотворчого мистецтва — картини українських майстрів Катерини Білокур, Івана Труша, Василя Кричевського, Сергія Васильківського, Якова Гніздовського, Миколи Пимоненка, Михайла Дерегуса, російських художників Іллі Рєпіна, Василя Полєнова, Костянтина Трутовського, роботи відомих західноєвропейських майстрів XVII–XVIII ст., гравюри XVIII та XX ст., середньоазіатські мініатюри XVIII — XIX ст.
Експозиція та фондове зібрання музею допомагають глибше розкрити багатогранну постать Миколи Бажана та епоху, в яку письменник жив і творив.

### Партнерська діяльність
Київський літературно-меморіальний музей-квартира Миколи Бажана співпрацює з бібліотекою імені Миколи Бажана (Київ).

## Місцезнаходження
Меморіальна квартира М.Бажана розташована в тому ж будинку, що і музей-квартира П. Тичини, за адресою м. Київ, вул. Терещенківська, 5, кв. 5. Вона є філією Національного музею літератури України. Тільки тут можна почути цілісну, правдиву розповідь про життя класика і про його час.